# Abraham Flexner
Pour les articles homonymes, voir Flexner (homonymie).
Abraham Flexner (13 novembre 1866-21 septembre 1959) est un professeur d'université américain, fameux pour son rôle dans la réforme de l’enseignement médical et supérieur au XXe siècle aux États-Unis et au Canada,,.
Il est le frère de Simon Flexner.

## Biographie
Né à Louisville dans le Kentucky, Abraham Flexner est le fils de Moritz Flexner, un grossiste ruiné dans la panique de 1873, et d'Esther Abraham. Grâce à un prêt de son frère, il s'inscrit en 1884 à la récente université Johns Hopkins où il obtient son Bachelor of arts après deux ans d'études. Il retourne alors à Louisville où il enseigne dans un lycée jusqu'en 1890, année pendant laquelle il ouvre sa propre académie : Mr. Flewner's School. Elle se caractérise à l'époque par l'absence de programme, de note et d'examen.
Il marie Anne Laziere Crawford, une ancienne élève de l'école, avec qui il aura deux filles.
En 1905, Flexner ferme son école et s'inscrit à Harvard pour y étudier la psychologie. Il y obtient son Master of Arts en 1906 puis part, avec sa femme, étudier dans les universités de Berlin et d'Heidelberg. 

## Le rapport Flexner
Pendant son séjour en Allemagne, il publie en 1908 The American College, une critique du système d'études supérieures américain. Elle retient l'attention d'Henry Smith Pritchett, président de la nouvelle Carnegie Foundation for the Advancement of Teaching, qui engage alors Flexner afin de faire des recherches sur les études de médecine aux États-Unis et au Canada. Durant deux années, il visite chacune des 155 facultés de médecine américaines et canadiennes et recommandera d'en fermer 120. En 1910, il publie finalement son rapport, Medical Education in the United States and Canada, aujourd'hui connu sous le nom du Flexner Report.